# Su-19 (航空機)

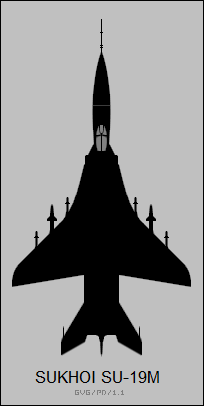
Su-19Mの平面図

Su-19（スホーイ19、スホイ19；ロシア語:Су-19スー・ヂヴィナーッツァチ）は、ソ連のスホーイ設計局で開発された戦闘爆撃機。当初はT-58PSまたはT-58Shと呼ばれるSu-15の改良型の名称であった。

## 概要
Su-15をベースに改良を行い、主翼にストレーキを付加した形状に変更されている。Su-15bis同様にR-25エンジンを搭載した。また、ツマンスキーR-67-300ターボファンを搭載したSu-19Mも計画された。

## その他にSu-19と呼称された機体
Su-17M3
Su-17の派生型の一つSu-17M3は、当初Su-19の名称が予定されていた。なお、複座型Su-17UMにはSu-19Uの名称が予定された。
Su-24
1970年代後半にSu-24が西側に察知された時に、Su-17の次の飛行機だからSu-19だろうと推測されたことがあった。